# Seznam britských televizních seriálů
Toto je seznam britských televizních seriálů.

## A
| - Are You Being Served? – sitcom |

## B
| - Black Books – sitcom - Bludička (Willo the Wisp) – animovaný seriál pro děti - Bořek stavitel – dětský seriál |

## C
| - Červený trpaslík (Red dwarf) – sitcom |

## D
| - Dempsey a Makepeaceová – kriminální seriál - Deník Alana Clarka – komediální seriál - Doctor Who – sci-fi seriál - Doktor v domě (Doctor in the House) – komediální seriál |

## F
| - Foylova válka – detektivní seriál |

## H
| - Haló, haló ('Allo 'Allo) – sitcom - Hercule Poirot – kriminální seriál - Hotýlek (Fawlty Towers) – sitcom |

## Ch
| - Chocky – sci-fi seriál pro děti |

## J
| - Já, Claudius – anglický historický seriál - Jen když se směju (Only When I Laugh) – komediální seriál - Jistě, pane ministře – sitcom - Jistě, pane premiére – sitcom |

## L
| - Láska v bílém pekle – romantický historický seriál |

## M
| - Mezi námi zvířaty (Creature Comforts) – animovaný (plastelínový) seriál - Milenky (Mistresses) – miniseriál - Misfits: Zmetci (Misfits) – sci-fi seriál - Monty Pythonův létající cirkus – komediální seriál - Mr. Bean – sitcom |

## P
| - Pan Selfridge – historický seriál - Panství Downton – romantický historický seriál - Partička IT – sitcom - Podfukáři – komediální seriál - Popetown – anglický kontroverzní animovaný seriál - Profesionálové – akční seriál - Putování s dinosaury (Walking with Dinosaurs) – vzdělávací seriál - Pravěk útočí – seriál |

## R
| - Randall a Hopkirk – detektivní seriál - Robin Hood, seriál, 1984 – dobrodružný seriál - Robin Hood, seriál, 2006 – dobrodružný seriál |

## S
| - Sága rodu Forsythů, seriál, 1967 – psychologický seriál - Sága rodu Forsythů, seriál, 2002 – psychologický seriál - Salón Eliott – historický romantický seriál - Sezame, pojď si hrát – animovaný vzdělávací seriál - Sherlock (seriál) – detektivní seriál |

## T
| - Taggart – kriminální seriál - Top Gear – motoristický seriál - Torchwood – sci-fi seriál |

## V
| - Vraždy v Midsomeru – krimiseriál |

## Z
| - Zahalte jí tvář – detektivní seriál |